# Emerson (Nebraska)
Emerson és una població dels Estats Units a l'estat de Nebraska. Segons el cens del 2000 tenia 817 habitants.

## Demografia
Segons el cens del 2000, Emerson tenia 856 habitants, 320 habitatges, i 209 famílies. La densitat de població era de 668,2 habitants per km².
Dels 320 habitatges en un 31,6% hi vivien nens de menys de 18 anys, en un 53,5% hi vivien parelles casades, en un 7,6% dones solteres, i en un 36,2% no eren unitats familiars. En el 33,4% dels habitatges hi vivien persones soles el 19,5% de les quals corresponia a persones de 65 anys o més que vivien soles. El nombre mitjà de persones vivint en cada habitatge era de 2,36 i el nombre mitjà de persones que vivien en cada família era de 2,97.
Per edats la població es repartia de la següent manera: un 26% tenia menys de 18 anys, un 7,1% entre 18 i 24, un 23,9% entre 25 i 44, un 17,9% de 45 a 60 i un 26,2% 65 anys o més.
L'edat mediana era de 40 anys. Per cada 100 dones de 18 o més anys hi havia 86,9 homes.
La renda mediana per habitatge era de 27.411 $ i la renda mediana per família de 37.639 $. Els homes tenien una renda mediana de 26.618 $ mentre que les dones 18.833 $. La renda per capita de la població era de 13.062 $. Aproximadament el 8,5% de les famílies i l'11,3% de la població estaven per davall del llindar de pobresa.

## Poblacions més properes
El següent diagrama mostra les poblacions més properes.